# Agnieszka Misztal
Agnieszka Misztal – polska inżynier, dr hab. nauk technicznych, profesor uczelni, od 2005r. zatrudniona w Politechnice Poznańskiej, w latach 2016-2020 prodziekan Wydziału Inżynierii Zarządzania Politechniki Poznańskiej, a od 2020 r. Prorektor ds. studenckich i kształcenia Politechniki Poznańskiej. Naukowiec w obszarze zarządzania jakością, inżynierii jakości i transportowych systemów jakości, autorka lub współautorka ponad 90 publikacji naukowych w tym obszarze. Powiązana ściśle z praktyką w roli eksperta przy wdrożeniach, utrzymywaniu i doskonaleniu systemów zarządzania jakością. Od 2000 r. realizuje projekty i szkolenia dla przedsiębiorstw w zakresie wdrażania i audytowania systemów zarządzania oraz wykorzystania metod i technik zarządzania jakością. Jest audytorem wiodącym systemów zarządzania jakością, członkiem Komisji Nauk Organizacji i Zarządzania PAN o. Poznań oraz Komisji Ergonomii PAN o. Poznań, jest lub była kierownikiem zespołów badawczych i projektów dla przemysłu, oraz recenzentem kilku czasopism polskich i zagranicznych, członkiem rad naukowych cyklicznych konferencji, a także recenzentem wniosków badawczych. Wypromowała 3 doktorów w naukach o zarządzaniu i jakości oraz ponad 100 magistrów lub inżynierów.
Od 2012 była członkiem Komitetu Redakcyjnego, a od 2020 r. jest redaktorem naczelnym „Zeszytów Naukowych Politechniki Poznańskiej seria Organizacja i Zarządzanie”.

## Życiorys
Absolwentka Liceum Ogólnokształcącego w Słupcy. W 2002 ukończyła studia zarządzania i marketingu w Politechnice Poznańskiej, 30 maja 2006 obroniła pracę doktorską Metodyka zapobiegania niezgodnościom w procesach zarządzania jakością (promotorka – Aleksandra Jasiak). 24 maja 2016 habilitowała się na podstawie pracy zatytułowanej Determinanty zarządzania jakością w przedsiębiorstwach motoryzacyjnych. W 2005 r. została zatrudniona w Instytucie Inżynierii Zarządzania na Wydziale Informatyki i Zarządzania Politechniki Poznańskiej.
Jest profesorem uczelni Instytutu Inżynierii Bezpieczeństwa i Jakości, była prodziekanem na Wydziale Inżynierii Zarządzania Politechniki Poznańskiej. Obecnie jest Prorektorem ds. studenckich i kształcenia w kadencji 2020–2024.